# 宮田まり
宮田 まり（みやた まり、1973年9月12日 - ）は、日本のAV女優。
身長:150cm。スリーサイズ:B105(K)・W65・H98cm。

## 略歴・人物
2008年にAVデビュー。熟女系女優。

## 出演作品

### アダルトビデオ
2008年
- おアチイのがお好き（2月5日、タカラ映像）
- 初撮り熟女（6月25日、ドリームステージ）他出演:野々村小夜
- ぽっちゃり熟女（6月25日、小林興業）他出演:野々村小夜
- 本●の近親相姦（7月17日、タカラ映像）
- ブルマ熟女の卑猥なオナニー（7月20日、ネクストイレブン）他出演:桂木聡美、山口真央、野島恵子、阿部菜津子
- 夫の出掛けたすきに息子にイカされる義母（7月20日、ネクストイレブン）他出演:野島恵子、阿部菜津子
- 近親相姦 母子受精（7月24日、センタービレッジ）
- 厳選奥さまシリーズ 猛乳Hカップのおばさん（7月31日、センタービレッジ）
- 近親相姦遊戯 叔母と僕 其の参（8月7日、グローバルメディアエンターテイメント）
- 実録！近親相姦 巨乳お母さんの悩殺マッサージ（8月9日、ルビー）
- 復活！！ 酔いどれ四十路酒（8月14日、センタービレッジ）
- 近親相姦 中出し 肉欲母と甘える息子（8月21日、センタービレッジ）
- 中出し艶熟マダム（8月25日、サイドビー）他出演:桜井あずさ
- 爆乳家性婦 あぁ無情（9月11日、センタービレッジ）
- 母娘肉奴隷（9月25日、マドンナ）共演:絹田美津
- 熟成肉ぶとん 3（10月25日、マドンナ）共演:仙崎春香、山口奈津美
- お母さんの授乳と手コキ 3（11月7日、ex）他出演:秋川りお、神崎美樹、星奈緒美、神威愛美、大庭美和、近藤由美、中峰さゆり、小橋早苗、北村みどり、相田紀子、来生弓香
- 爆乳義母がレオタードに着替えたら…中出ししたくなりました！！宮田まり36歳（11月17日、なでしこ）
- 近親相姦 母の匂い（11月19日、MARIA）
- 近親相姦 羞恥母（11月22日、小林興業）他出演:野宮凛子
- 近親相姦 変態夫婦と禁断の関係を結ぶ爆乳母と息子 「Hカップは僕だけのもの」（11月25日、グローリークエスト）共演:翔田千里
- 宮田まり大全集（12月4日、センタービレッジ）
- 友達のお母さんの情事 ～手コキ、フェラ、SEX編～（12月5日、映天）他出演:廣野すみれ、佐野るる、松山すず
- お母さんを介護する僕（12月5日、映天）他出演:神威まなみ、堀越香奈、二宮亜季、寺崎悠子、若槻尚美、宮崎あい

2009年
- 夫婦によくある「性の悩み」（1月1日、溜池ゴロー）他出演:杉並静香
- マドンナファンの集い 美熟女と行く混浴温泉バスツアー 4 祝・マドンナ5周年 ～豪華美熟女たちの恩返しSPECIAL～（1月25日、マドンナ）共演:友田真希、北原夏美、倖田李梨、岸川ひろみ、小池絵美子、青井マリ、松浦ユキ、小林芽衣、大林理恵、高坂保奈美、中森玲子、根元純
- お母さんと日常生活 5 ～着替え、日常風景。自慰、入浴、放尿編～（3月6日、映天）他出演:二宮亜季、根元純、佐野るる、大林理恵、水元えり
- もう一つの混浴温泉バスツアー 4（3月25日、マドンナ）共演:友田真希、北原夏美、倖田李梨、岸川ひろみ、小池絵美子、松浦ユキ、青井マリ、小林芽衣、根元純、中森玲子、高坂保奈美、大林理恵
- 騙されたぽっちゃり主婦（3月25日、マドンナ）
- 汗ダク！豊満熟女サウナ（5月25日、マドンナ）共演:上村頼子、西川もえ、沙月みちる
- 初脱ぎ！！ 美乳×巨乳×爆乳 EX 熟女限定4時間（5月29日、マドンナ）他出演：横田美樹、綾女、神野美緒、君嶋かほり、近藤由美、木村雅子、山室涼子、藤崎綾乃、かのうみさ
- 月刊近親相姦大全集 第十七巻（7月20日、ネクストイレブン）他出演：姫野愛、絹田美津、南沙也香、速水あおい
- お母さんのすべて 豊満お母さん4本立て（10月1日、妄想族）他出演:石橋ゆう子、大林理恵、絹田美津

2010年
- 夫の出掛けたすきに息子にイカされる義母 （2月23日、ネクストイレブン） 他出演:阿部菜津子、野島恵子
- 中高年の性の営み（2月28日、グローバルメディアエンターテイメント） 他出演:青井マリ、絵川真帆、小池絵美子、石原小百合、土屋知世、横田美樹、畑中美雪、矢部温子、広瀬ゆかり、和久井みすず、秋山よし乃、浅井舞香、松浦ユキ、東条美菜、柿本真緒
- お母さんは下着姿、生着替えを視姦する。（5月1日、映天）他出演: 永原美代子、加藤なお、柿本真緒、絹田美津、黒木麻衣